# الموسوعة المينوناتية العالمية لتجديدية العماد على الإنترنت
الموسوعة المينوناتية العالمية لتجديدية العماد على الإنترنت هو موقع ويب من نوع موسوعة إنترنت أنشئ في 1996.

## وصلات خارجية
- الموقع الرسمي